# Inês Pires Estevez
Inês Pires Esteves (omstreeks 1350 – ?) was minnares van de latere Portugese koning Johan I van Portugal.
Inês Pires Esteves, ook wel Inês Fernandes Esteves genoemd, was afkomstig uit Guarda en was de dochter van Pedro Esteves, een Joodse schoenmaker afkomstig uit Castilië en diens vrouw Maria Annes Maceiro. Deze schoenmaker kreeg de bijnaam “O Barbadão” (in het Nederlands: De Bebaarde), vanwege de lange baarden die hij liet groeien. Volgens de overlevering deed hij dit vanwege de schande die zijn dochter over hem had afgeroepen met haar buitenechtelijke relatie met Johan I. 
Uit de relatie tussen Inês en Johan I, toen nog slechts heer van Aviz, werden twee kinderen geboren, Alfons en Beatrix. Alfons zou later trouwen met Beatrix, dochter van de edelman Nuno Álvares Pereira, en werd de eerste Hertog van Bragança.
Johan I had Nuno Álvares Pereira aangeboden zijn zoon Eduard (1391-1438) uit het huwelijk met Filippa van Lancaster te trouwen met diens dochter Beatrix. Álvares wees dit huwelijk echter af. Hij vreesde dat de koning te veel macht over hem zou krijgen. Daarna aanvaardde Álvares wel het huwelijk tussen zijn dochter en Johans onwettige zoon Alfons.

## Nageslacht
Met Johan I van Portugal:
- Alfons van Barcelos (1377-1461), werd de eerste hertog van Bragança.
- Beatrix (1386-1439)